# Matt Matros
Matthew Matros, detto Matt (Westhampton, 13 marzo 1977), è un giocatore di poker statunitense, vincitore di 3 braccialetti alle World Series of Poker.

## Carriera
Ha centrato il successo alle WSOP consecutivamente dall'edizione 2010 al 2012. Nel 2010 ha vinto $189.870 nel $1.500 Limit Hold'em; nel 2011 ha prevalso nella specialità nel $2.500 Mixed Hold'em, cioè una specialità che prevede sia mani di Limit, sia mani di No-Limit Hold'em; nel 2012 ha conquistato il terzo braccialetto nel No Limit Hold'em Six Handed (cioè con tavoli da 6 giocatori). Al 12 giugno 2012 vanta 24 piazzamenti a premi WSOP.
Nel 2004 ha disputato un tavolo finale del World Poker Tour nel $25.000 WPT Championship, chiuso poi al 3º posto.

## Braccialetti delle WSOP
| Edizione | Torneo                                | Premio (US$) |
| -------- | ------------------------------------- | ------------ |
| 2010     | $1.500 Limit Hold'em                  | $189.870     |
| 2011     | $2.500 Mixed Hold'em (Limit/No-Limit) | $303.501     |
| 2012     | $1.500 No Limit Hold'em Six Handed    | $454.835     |